# Mittenothamnium pseudoreptans
Mittenothamnium pseudoreptans är en bladmossart som beskrevs av Jules Cardot 1913. Mittenothamnium pseudoreptans ingår i släktet Mittenothamnium och familjen Hypnaceae. Inga underarter finns listade i Catalogue of Life.